# Pomoren

Pomoren beim Rehfest in Umba

Als Pomoren (russisch помо́ры, transkribiert pomóry) bezeichnen sich die Mitglieder einer ostslawisch sprechenden Ethnie im Norden Russlands. Nach der traditionellen russischen Geschichtsschreibung werden die Siedler aus Nowgorod als Pomoren bezeichnet, die sich im 12. Jahrhundert an den Küsten des Weißen Meeres ansiedelten, sowie deren heutige Nachkommen. Genetisch sind sie jedoch eher mit den indigenen Ethnien der Region verwandt, beispielsweise mit den uralische Sprachen sprechenden Ethnien. Sie weisen keine genetische Verbindung zur heutigen Bevölkerung von Nowgorod auf.

## Etymologie
Der Name Pomoren leitet sich von der Landschaftsbezeichnung Pomorje ab, das ein historisches Gebiet am Weißen Meer bezeichnet. Es setzt sich aus den russischen Wörtern po (russ. по) und more (russ. море) zusammen und bedeutet am Meer. Damit hat das Wort dieselbe etymologische Bedeutung wie auch das slawischstämmige Wort Pommern. Erstmals erschien der Terminus als Wort Pomorez im Jahr 1526 in russischen Chroniken unter dem Titel „Pomorzy s morja Okijana is Kondolakskoi guby prossili wmeste s lopljanami ustroistwa zerkwi“ (russ. „Поморцы с моря Окияна из Кондолакской губы просили вместе с лоплянами устройства церкви“; übersetzt Pomorzen vom Meer Okijan [Ozean] aus der Kondolakschaer Bucht baten zusammen mit Lopljanen um den Bau einer Kirche). Mit der Gründung der Verwaltungseinheit Pomorje wurde der Begriff Pomoren fälschlicherweise häufig als Synonym für alle Völker der Gouvernemente Olonez, Archangelsk und Wologda verwendet.

## Geschichte
Bereits im 12. Jahrhundert stießen slawische Entdecker aus den Fürstentümern Nowgorod und Rostow-Susdal in das von finno-ugrischen Völkern besiedelte Bjarmeland vor. Ab dem 14. Jahrhundert wurden erste feste Siedlungen entlang der Seeküste sowie an den Ufern der Nördlichen Dwina gegründet. Die Pomoren genannten Siedler erforschten die Küstenregion der Barentssee, die Kola-Halbinsel, Spitzbergen und Nowaja Semlja. Mit ihren Schiffen gelangten die Pomoren auch hinter den Ural nach Nordsibirien, wo sie im Jahr 1601 östlich der Jamal-Halbinsel die Handelsstadt Mangaseja gründeten. Die Pomoren unterhielten die nördliche Handelsroute zwischen Archangelsk und Sibirien. Vor dem Aufstieg Archangelsks im späten 16. Jahrhundert war ihre wichtigste Stadt Cholmogory.
Die traditionelle Lebensweise der Pomoren basierte auf der Fischerei, dem Walfang und der Jagd. In den Tundra-Regionen betrieben sie auch Pelzjagd und Rentierzucht. Der Seehandel mit Getreide und Fisch nach Norwegen war für sie wichtig. Dieser Handel war so intensiv, dass sich ab etwa 1750 eine russisch-norwegische Pidgin-Sprache entwickelte, die als Russenorsk bekannt ist. Zu den bekannten Pomoren zählten Michail Lomonossow, Fedot Schubin, Semjon Deschnjow und Jerofei Chabarow.

## Religion und Gesellschaft
Vor der Revolution von 1917 war ein großer Prozentsatz der Pomoren praktizierende Altgläubige, die Pomorische Kirche hat noch immer etwa 400.000 Mitglieder. Dieses pomorische Christentum existierte traditionell neben einem Animismus, der auf einer synkretistischen Weise auf der sakralen Geographie basiert, und war von diesem durchdrungen, was zu einer starken Umweltethik führte. Dies führte im 20. Jahrhundert dazu, dass bestimmte Tiere wie der Belugawal als heilig eingestuft wurden und es zum Widerstand gegen moderne Fangmethoden kam.

### Weltanschauung der Pomoren
Als Teil der breiteren Kategorie der „kalten Gesellschaften“, die auf dem Konzept der ewigen Wiederkehr basieren, wie den benachbarten Sami, Nenzen oder Komi, spiegelt die Weltanschauung der Pomoren eine komplexe Wechselwirkung zwischen alter Frömmigkeit, Schamanismus und rituellen Praktiken wider, die darauf abzielen, die Homöostase innerhalb ihrer Gemeinschaften aufrechtzuerhalten. Diese Homöostase ist jedoch ein aktives und fließendes Konzept, das dynamische Konstanz genannt wird und keinen absoluten Stillstand darstellt. Die Pomoren glaubten, dass die Bewahrung der statischen Struktur ihrer Gesellschaft für das Überleben in der Umgebung von Pomorje unerlässlich war, wobei der Dichter-Geschichtenerzähler (Starinshchik) als Bewahrer der „vergöttlichten Erinnerung“ eine Schlüsselrolle bei der Aufrechterhaltung dieses Gleichgewichts durch mythopoetischen Ausdruck spielte.
Der Übergang vom Winter zum Sommer war kulturell mit der Wiedergeburt verbunden, und Rituale wie das Ablegen eines Opfergelübdes an den „Meeresgott“ Nikola Morsky und das Feiern des Abschieds vom Meer wie eine Beerdigung spielten im Lichte dieser philosophischen Elemente eine Schlüsselrolle. Während des Hauptfeiertags, der Verbindung von altem und neuem Jahr, besiegt der Demiurg den Überbringer von Chaos und Tod jedes Jahr aufs Neue und betont so das Konzept der zyklischen Zeit und der ewigen Wiederkehr. Das totale Opfer und der Abstieg ins Chaos, der zur Poiesis einer neuen Welt führt, ist allumfassend und gilt nicht nur für Menschen, sondern auch für Götter und Bestien.
Diese spirituellen Überzeugungen spielten auch im täglichen Leben eine große Rolle, da es Teil des „Pomorischen Schicksals“ ist, sich aktiv an diesem Kampf zu beteiligen, der nicht nur durch Taten, sondern auch durch die Worte des Schamanen oder Starinshchik geprägt wird, der Person, die die rituellen Redewendungen und heiligen Formeln kennt. Der Winter gilt als Traumzeit, die mit lokalen Feiern der symbolischen Wiedergeburt endet, bei denen die Sonne begrüßt wird, das in der Mythologie der Pomor eine Schlüsselrolle spielt, da es in den Haushalten der Pomor auch durch den Vogel des Glücks repräsentiert wird.
Einer der entscheidenden Aspekte der spirituellen Welt der Pomoren war der heilige Status des Badehauses, das als archaischer Heiligtums-Tempel identifiziert wird. Das Badehaus spielte eine zentrale Rolle bei Initiations- und medizinischen Ritualen, die die „zweite Geburt“ eines Menschen symbolisierten, genau wie die mit der Sonne verbundenen Feste. Die Verbindung zwischen dem Badehaus und der Schmiede ist bemerkenswert, da beide als Randräume betrachtet wurden, die mit Transformation und Wiedergeburt in Verbindung gebracht wurden, und zwar aufgrund ihrer symbolischen Verbindung zu Feuer und Wasser. Die heilige Geographie der Pomoren platzierte das Badehaus an der Peripherie der Siedlung und verstärkte so seine chthonischen Assoziationen mit Leben und Tod.
Das Meer, das im Leben der Pomoren eine zentrale Rolle spielte, hatte als Schwelle zwischen der Welt der Lebenden und der Welt der Toten eine bedeutende mythopoetische Bedeutung. Diese Sichtweise des Meeres als Grenze verlieh der Schifffahrt eine tiefe religiöse Bedeutung. Die Pomoren betrachteten den Nordostwind oder „Polunoshnik“ als eine heilige Kraft, die die weltliche Welt mit den mystischen Reichen des Nordens verband, wo der Kontakt mit dem Jenseitigen unvermeidlich war. Das Meer mit seinen zerstörerischen und schöpferischen Kräften wurde sowohl als Quelle des Chaos als auch als Weg zur Erlösung wahrgenommen, was die duale Natur der nördlichen Länder neben dem Polargebirge widerspiegelte, die gleichzeitig Regionen des Himmels und der Hölle waren.
Wie die letzten beiden Elemente zeigen, ist die Kombination von Zerstörung und Schöpfung, Leben und Tod oder sogar dem Heiligen und dem Weltlichen gleichzeitig anstelle einer klaren Trennung dualer Kräfte wie Gut und Böse von zentraler Bedeutung für die Pomor-Philosophie, die an Konzepte wie Yin und Yang erinnert. Dies unterstreicht die Bedeutung von Grenzräumen und Schwellen. Sogar das Heilige hat immer eine dunkle Seite, die in diesem Fall durch die „Wächter der Schwelle“ dargestellt wird, während die „Achse der Welt“ oder der „nördliche Berg“, von dem man glaubte, dass er hinter dem Meer existiert, als Paradies anerkannt wurde. Es ist jedoch nicht möglich, das Reich des Heiligen zu betreten, ohne dessen Ambivalenz und dunkle Aspekte zu erfahren, die durch die Wächter repräsentiert werden. Elemente wie die „Windrose“, die den Pomor-Seefahrern bei der Navigation half, galten ebenfalls als heiliges Wissen.
Auch das Konzept der Insel hatte in den Ritualen der Pomoren eine heilige Bedeutung, insbesondere bei Bestattungs- und Gedenkritualen. Inseln wurden als chthonische Räume gesehen, die die Lebenden mit den Vorfahren verbanden und die Stabilität der heiligen Traditionen der ethnischen Gruppe sicherstellten. Im Glauben der Pomoren dienten diese Inseltopos als symbolische Modelle des Universums, in denen sich die drei zeitlich und räumlich gleichartigen Bereiche der Toten, der Lebenden und der Nachkommen überschnitten und einen Raum schufen, in dem Vergangenheit, Gegenwart und Zukunft zu einem einzigen Kontinuum verschmolzen. Das rituelle Gedenken, insbesondere durch die auf diesen Inseln durchgeführten Gedenkriten, verstärkte die ewige Erinnerung an die Vorfahren und die heilige Geometrie des Kosmos und bewahrte so die kulturelle Identität der Pomoren.
Diese Traditionen leben in der modernen Pomorengesellschaft weiter, wo ein synkretistischer Glaube weit verbreitet ist, neben einer Reihe (neuer) religiöser Bewegungen, die auf traditionellen Pomoren-Weltanschauungen basieren, die nach dem Fall der atheistischen Sowjetunion entstanden. Die modernen Pomoren haben eine freie, fließende und vielfältige Auffassung von Religion und feiern traditionelle Feiertage wie das pomorische Neujahr im September oder das Reh-Fest, nehmen an orthodoxen Pilgerfahrten teil oder meditieren an Kraftorten, wo sie auch Bänder und Münzen hinterlassen können. Diese Traditionen werden jedoch oft zu einer einzigen synkretistischen Weltanschauung mit einer topografischen Grundlage kombiniert, die lokale Locus-Kulte und hierotopische Praktiken ohne klare Grenzen zwischen dem Heiligen und dem Profanen umfasst. Die Zugehörigkeit zur Russisch-Orthodoxen Kirche ist gering ausgeprägt.

### Geschlechtsidentität
In Pomorje gibt es traditionell die soziale Rolle der „Raspetushya“, Personen unbestimmten Geschlechts, die entweder intersexuell geboren wurden oder biologisch männlich sind und deren Aussehen, Verhalten, Lebensstil und Beruf eher dem einer Frau ähneln. Laut der Gesellschaft hatten diese Menschen kein bestimmtes Geschlecht und mussten daher zwischen den Dörfern umherwandern. Sie wurden jedoch auch als Menschen mit magischem Wissen und geheimen Fähigkeiten wie Heilen angesehen. Auch wenn sie außerhalb von Zwischenpositionen nie vollwertige Mitglieder der Gesellschaft sein konnten, hatten sie doch die Möglichkeit, soziale Kontakte zu pflegen und zum Beispiel gemeinsam mit den Frauen zu singen. Heutzutage akzeptiert die LGBT-Gemeinschaft der Region die Identität anstelle des Begriffs „drittes Geschlecht“, der als westliches oder europäisches Konstrukt angesehen wird.

## Status heute

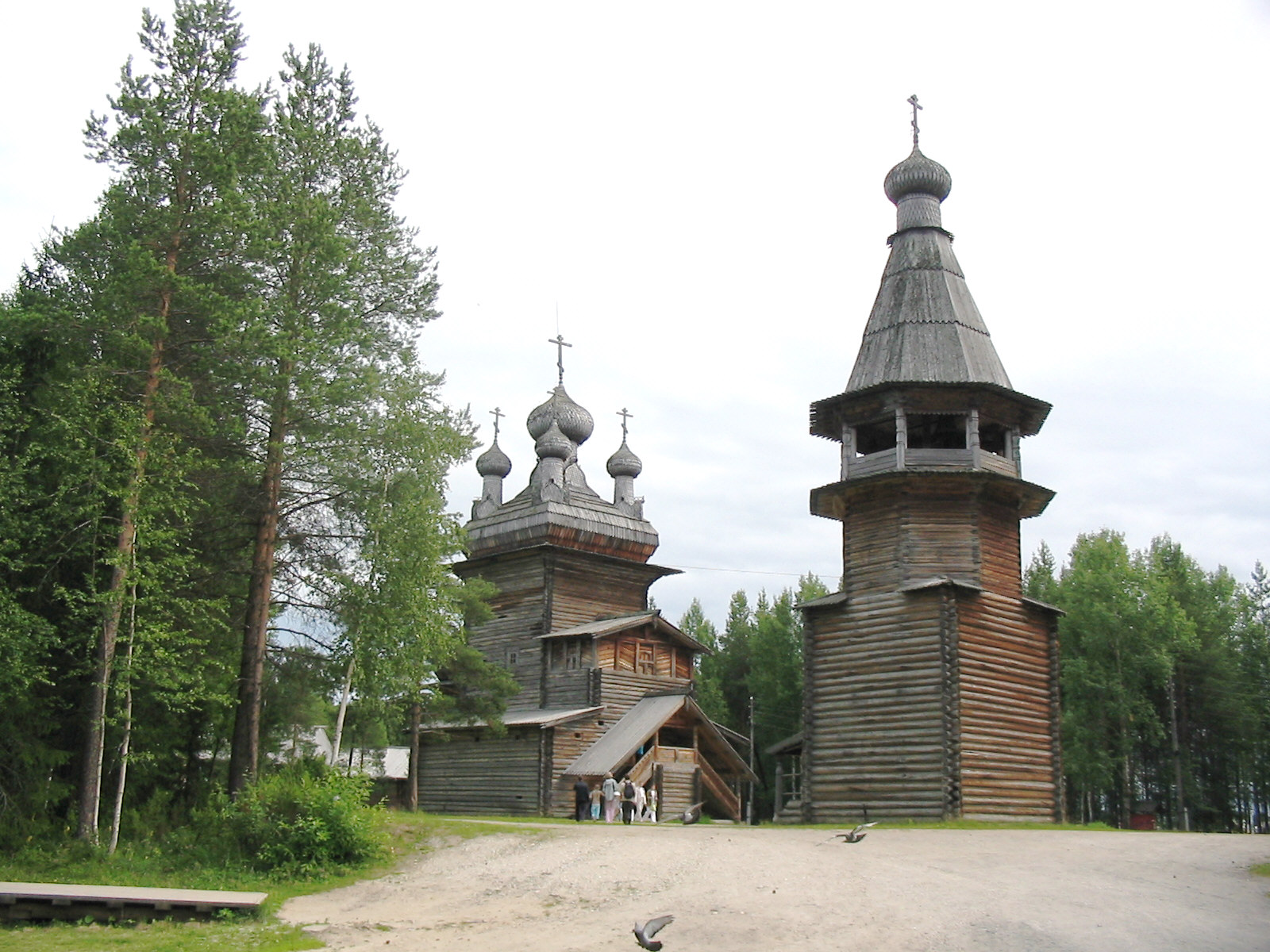
Traditionelle Pomorische Holzgebäude im Freilichtmuseum Malyje Korely

Heutzutage sind die Pomoren eine Minderheit in der Oblast Archangelsk, wo die meisten Menschen Nachkommen nicht-einheimischer Russen sind, aber es gibt immer noch eine blühende Kulturszene mit internationaler Ausstrahlung. Die Pomoren-Dörfer werden jedoch nicht vom Staat geschützt, der den Pomoren das Recht zum Fischen und Jagen entzogen, den traditionellen Pomoren-Handel mit Grönlandrobben verboten und ihre Ländereien enteignet hat, um sie dann an ausländische Investoren zu versteigern, traditionelle Häuser in Brennholz umzuwandeln und den Menschen das Betreten ihres angestammten Landes zu verbieten. Russische Gesetze zielen auf die indigene Bevölkerung ab, und selbst wenn ihnen eine Entschädigung versprochen wird, erhalten die Pomoren keine. Dies hat zur Entvölkerung riesiger Gebiete geführt, die nun für militärische Zwecke genutzt werden. Bis 2012 wurden 50 % aller Pomoren-Dörfer zerstört, was P. Esipov, der erste Anführer der national-kulturellen Autonomie der Pomoren, wie sie beim russischen Justizministerium registriert ist, als Völkermord bezeichnete. Viele Pomoren-Dörfer sind nur mit dem Hubschrauber erreichbar und verfügen über eine mangelhafte Infrastruktur. Große Teile Pomorjes werden heute als Müllhalden genutzt. Dies führte zu den Shies-Protesten 2018–2020 unter dem Motto „Pomorye ist kein Müllhaufen“ mit mehr als 30.000 Teilnehmern, die erfolgreich die Einrichtung einer Mülldeponie am Bahnhof von Shiyes verhinderten und zum Rücktritt des Gouverneurs des Oblast Archangelsk, Igor Orlov, und des Gouverneurs der Republik Komi, Sergei Gaplikov, führten. Die Bewegung wurde von Pomor-Separatisten beeinflusst, die ein unabhängiges Pomorje oder Bjarmia anstreben.
Im Jahr 2002 wurden die Pomoren erstmals als Untergruppe der russischen Ethnie bei der Allrussischen Volkszählung berücksichtigt. Bei der Volkszählung von 2002 bezeichneten sich 6571 Menschen als Pomoren, davon 6295 in der Oblast Archangelsk und 127 in der Oblast Murmansk. Allerdings waren bisher alle Versuche der Pomoren erfolglos, als ein indigenes Volk des russischen Nordens angesehen und in das Einheitliche Register der indigenen kleinen Völker Russlands aufgenommen zu werden.

## Anhang